# Kossin
Kossin ist ein Ortsteil der Gemeinde Niederer Fläming im Süden des Landkreises Teltow-Fläming in Brandenburg. Der Ort gehört dem Amt Dahme/Mark an und war bis zum 31. Dezember 1997 ein Ortsteil der Gemeinde Wiepersdorf.

## Lage
Kossin liegt etwa fünf Kilometer nördlich der Stadt Schönewalde im Bärwalder Ländchen, das Teil des Fläming ist. Die Gemarkung von Kossin grenzt im Norden an Wiepersdorf, im Osten an Meinsdorf, im Süden an Weißen und im Westen an Ahlsdorf/Hohenkuhnsdorf mit dem Dorfteil Hohenkuhnsdorf. Letzterer ist ein Ortsteil von Schönewalde. Zwischen Kossin und Hohenkuhnsdorf verläuft die Grenze zwischen den Landkreisen Teltow-Fläming und Elbe-Elster. Südlich des Ortes befindet sich der Sorgengraben.
Kossin liegt an der Landesstraße 714. Die Bundesstraße 102 (Jüterbog–Luckau) verläuft etwa fünf Kilometer nördlich des Ortes.

## Geschichte
Die urkundliche Ersterwähnung des Straßendorfes Kossin erfolgte im Jahr 1472 mit der Schreibweise Kossyn, der Ortsname ist slawischen Ursprungs und kann mit „Siedlung an einer Schräge“ gedeutet werden. Dieser Ortsname ist auf die Lage Kossins im Fläming-Hügelland zurückzuführen. Kossin gehörte damals zur Herrschaft Bärwalde, die auch als Ländchen Bärwalde bezeichnet wurde. Nach Überfällen und Zerstörungen während des Dreißigjährigen Krieges, unter anderem die Dorfkirche wurde völlig zerstört, war Kossin 1687 eine Wüstung, Anfang des 18. Jahrhunderts wurde mit dem Wiederaufbau des Ortes begonnen.
Mit dem Beginn der Einrichtung von Kreisverwaltungen in der Mark Brandenburg gehörte Kossin zum Zaucheschen Kreis und bildete zusammen mit den anderen Orten des Ländchens Bärwalde eine Exklave innerhalb des Luckenwaldeschen Kreises, der damals noch zum Herzogtum Magdeburg gehörte. Erst nach dem Wiener Kongress kam die Gemeinde Kossin an den Landkreis Jüterbog-Luckenwalde. Nach der DDR-Kreisreform im Juli 1952 lag Kossin im Kreis Jüterbog im Bezirk Potsdam. Am 1. April 1959 wurde Kossin nach Wiepersdorf eingemeindet. Seit der Wende und der brandenburgischen Kreisreform 1993 gehört Kossin zum Landkreis Teltow-Fläming. Am 31. Dezember 1997 wurde Wiepersdorf mit 13 weiteren Gemeinden zu Niederer Fläming vereinigt, seitdem ist Kossin Ortsteil der neuen Gemeinde.
Kossin hatte bereits seit den 1960er-Jahren einen Bevölkerungsrückgang zu verzeichnen, bis 2011 fiel die Einwohnerzahl auf 24 ab. Seitdem steigt die Einwohnerzahl wieder, im Dezember 2017 waren es 37.

## Sehenswürdigkeiten
Die Dorfkirche Kossin entstand im 15. Jahrhundert und wurde im Dreißigjährigen Krieg stark beschädigt. Um 1700 erfolgte der Wiederaufbau. Die Kirche ist ein spätgotischer Feldsteinsaalbau mit Satteldach, der 1743 mit einem frei stehenden, verbretterten Fachwerkturm versehen wurde. Die Ausstattung der Kossiner Kirche umfasst einen Altaraufsatz aus dem Jahr 1683, die restliche Ausstattung stammt aus der Bauzeit. Kossin ist eine Filialkirche von Meinsdorf.

## Einwohnerentwicklung
| Jahr      | 1875 | 1890 | 1910 | 1925 | 1933 | 1939 | 1946 | 1950 |
| Einwohner | 105  | 114  | 104  | 103  | 86   | 80   | 116  | 105  |

Gebietsstand des jeweiligen Jahres